# حركة مكافحة الشيخوخة
حركة مكافحة الشيخوخة (بالإنجليزية: anti-aging movement)‏ هي حركة اجتماعية مكرسة للقضاء على الشيخوخة أو عكسها، أو تقليل آثارها. ينصب جزء كبير من اهتمام الحركة على إمكانيات إطالة العمر، ولكن هناك أيضًا اهتمام بتقنيات مثل الجراحة التجميلية التي تعمل على تخفيف آثار الشيخوخة بدلاً من تأخيرها أو هزيمتها.
هناك العديد من العلماء في هذه الحركة الذين يتبعون مناهج مختلفة. ومن بين أكثر المؤيدين شعبية لحركة مكافحة الشيخوخة ريموند كرزويل، الذي يقول إن البشرية قادرة على هزيمة الشيخوخة من خلال التقدم التكنولوجي، مما يسمح لنا بالوصول إلى سرعة الهروب من طول العمر، وأوبري دي غري، الذي يقول إن جسم الإنسان عبارة عن آلة معقدة للغاية، وبالتالي يمكن إصلاحه إلى أجل غير مسمى. ومن بين العلماء الآخرين والمساهمين البارزين في الحركة علماء الأحياء الجزيئية وعلماء الوراثة وعلماء الشيخوخة الطبية الحيوية مثل غاري روفكون وسينثيا كينيون وآرثر ليفينسون. ومع ذلك، حاولت شخصيات في مجتمع طب المسنين في عام 2003 إبعاد أبحاثهم عن العلوم الزائفة المزعومة للحركة.

## طب مكافحة الشيخوخة
أصبح طب مكافحة الشيخوخة تخصصًا طبيًا ناشئًا وسريع النمو حيث تلقى الأطباء الذين سعوا في البداية إلى العلاج لأنفسهم تدريبًا وشهادة في ممارسته  من قبل منظمات مثل الأكاديمية الأمريكية لطب مكافحة الشيخوخة التي شارك في تأسيسها الدكتور روبرت م. جولدمان [الإنجليزية] ورونالد كلاتز.

### هرمون النمو البشري
يعد إعطاء هرمون النمو البشري أمرًا أساسيًا في علاج الشيخوخة. وقد أظهرت الدراسات السريرية أن علاج هرمون النمو بجرعات منخفضة للبالغين الذين يعانون من نقص هرمون النمو يغير تكوين الجسم عن طريق زيادة كتلة العضلات وتقليل كتلة الدهون وزيادة كثافة العظام وقوة العضلات. كما أنه يحسن المعايير القلبية الوعائية (أي انخفاض نسبة الكوليسترول الضار) ويؤثر على جودة الحياة دون آثار جانبية كبيرة. ومع ذلك، يُقال أيضًا أنه قد يكون له آثار جانبية خطيرة محتملة عند استخدامه في شكل قابل للحقن إذا لم يتم اتباع البروتوكولات المناسبة. لم تتم الموافقة على استخدامه في المرضى الأصحاء المسنين، على الرغم من تجاوز القيد أحيانًا عن طريق تشخيص بعض الإصابات أو الحالات العضوية أو نقص هرمون النمو لدى البالغين والذي قد يؤدي إلى انخفاض إفراز الهرمون.

### أدوية هرمونية لانقطاع الطمث
تم ترويج إعطاء هرمون الإستروجين والهرمونات الأخرى مثل البروجستيرون من خلال كتاب أنثوية للأبد الذي كتبه روبرت أ. ويلسون عام 1966. ومع ذلك، فقد ثبت أن زيادة استخدام هرمون الاستروجين مرتبطة بزيادة خطر الإصابة بالسرطان. في وقت لاحق، في عام 2002، أنتجت الأبحاث حول التأثيرات طويلة المدى لهرمون الاستروجين على النساء بعد انقطاع الطمث، مبادرة الصحة النسائية، أدلة على وجود آثار جانبية خطيرة. يصف الأطباء الذين يصفون الهرمونات الآن جرعات منخفضة من الأدوية. يستمر البحث في التأثيرات طويلة المدى للعلاج بالهرمونات البديلة، حيث خلصت مراجعة كوكرين المنهجية لعام 2017 إلى أن الاستخدام طويل الأمد قد يقلل من خطر الإصابة بكسور العظام أو هشاشة العظام بعد انقطاع الطمث، ولكنه يزيد من خطر الإصابة بالسكتة الدماغية والنوبات القلبية وسرطان بطانة الرحم وسرطان الثدي. لا يُنصح عادةً بالعلاج الهرموني إلا للنساء بعد انقطاع الطمث اللاتي هن أكثر عرضة للإصابة بهشاشة العظام عندما لا تكون العلاجات غير الهرمونية مناسبة. العلاج الهرموني غير مناسب أو ينصح به لعلاج أمراض القلب والأوعية الدموية أو الخرف أو لمنع التدهور المعرفي لدى النساء بعد انقطاع الطمث. لم يتم تحديد مخاطر العلاج الهرموني طويل الأمد للنساء دون سن الخمسين عامًا.

### محلل الشيخوخة
يعتبر محلل الشيخوخة أو مؤخر الشيخوخة (بالإنجليزية: Senolytic)‏،المكون من كلمتين «هرم» و «محلل»، من فئة الجزيئات الصغيرة التي تخضع للبحث الأساسي لتحديد ما إذا كان يمكنها تحفيز موت الخلايا المسنة بشكل انتقائي: ذلك لأن الخلايا الهرمة تصدر إنزيمات سيئة تؤثر سلبا على الخلايا السليمة. و تعد البحوث المتعلقة بمحلل الشيخوخة هي الهدف الذي يسعى إليه أولئك الذين يعملون على تطوير عوامل لتأخير أو منع أو تخفيف أو عكس الأمراض المرتبطة بالعمر. المفهوم ذو الصلة هو «senostatic»، وهو ما يعني قمع الشيخوخة.

## النهج العلمي
علم الشيخوخة الحيوي هو أحد التخصصات العلمية التي لها نفس مجال الاهتمام ولكن كفرع من فروع طب المسنين، فإنه يتبنى نهجًا أكثر تحفظًا. يعد تحديد السعرات الحرارية ظاهرة تم تقديمها في تقنيات مكافحة الشيخوخة والتي تركز على استنزاف السعرات الحرارية وتناول الكمية المناسبة من العناصر الغذائية اللازمة للنمو.

### تقييد السعرات الحرارية
يشير تقييد السعرات الحرارية (CR) إلى تقييد غذائي يركز على تناول سعرات حرارية أقل لزيادة طول العمر وتقليل الأمراض المرتبطة بالعمر لدى البشر. يحافظ تقييد السعرات الحرارية على تناول سعرات حرارية منخفضة تساعد في تنظيم معدل الشيخوخة وزيادة شباب الفرد أو الحيوان. ارتبط تناول السعرات الحرارية المنخفضة بشكل مباشر بتوازن الطاقة السلبي الذي يعزز انخفاض مؤشر كتلة الجسم (BMI) وارتفاع نسبة ديهيدرو إيبي أندروستيرون (DHEA) في البلازما لتحسين متوسط العمر المتوقع. تمارس النساء الحوامل والأشخاص الذين يعانون من حالات طبية موجودة مسبقًا مثل مرض السكري تقييد السعرات الحرارية على نطاق واسع. تساعد الكمية المناسبة من تقييد السعرات الحرارية النساء الحوامل على تحقيق زيادة إيجابية في الوزن بينما يمكن أن يؤدي الانخفاض الكبير في تناول السعرات الحرارية إلى تغييرات في منطقة تحت المهاد تؤدي إلى تأثيرات طويلة المدى في النسل. يزيد تقييد السعرات الحرارية المعتدل لدى مرضى السكري من حساسية الأنسولين ويقلل من كمية الدهون الكبدية لدى الأفراد المصابين بالسمنة ومرض السكري من النوع 2. يؤدي تقييد السعرات الحرارية طويل الأمد في الحيوانات الأكبر سنًا إلى وظيفة الخلايا الجذعية المشابهة لتلك الموجودة في المجموعات الأصغر سنًا. تساعد وظيفة الخلايا الجذعية النشطة في التعافي المحسن لأنسجة العضلات الهيكلية التالفة، والتي تكون أبطأ في الأفراد الأكبر سنًا مقارنة بالأفراد الأصغر سنًا. أظهر تقييد السعرات الحرارية في الولايات المتحدة عمرًا أطول لدى النساء مقارنة بالرجال حيث تميل النساء إلى استهلاك سعرات حرارية أقل بنسبة 25٪ من الرجال في حياتهن. التحليل الإحصائي لتقييد السعرات الحرارية المتاح لحركة مكافحة الشيخوخة لدى البشر غير كافٍ لإثبات العمر المطول المرتبط بتقييد السعرات الحرارية.

## الحركة الجماعية
يلجأ عدد كبير من كبار السن، مستعينين بالطب البديل، إلى شراء واستخدام المكملات العشبية وغيرها من المنتجات التي تعد بتخفيف حوادث الشيخوخة ومخاطرها. ومع ذلك، فإن العديد من هذه المنتجات غير خاضعة للتنظيم، وقد تشكل بدلاً من ذلك مخاطر صحية خطيرة.

## الاستقبال
هناك وجهتا نظر متعارضتان على الأقل بشأن آفاق البحث والتطوير في مجال مكافحة الشيخوخة. تقول إحدى المجموعتين إن هناك قدرًا كبيرًا من الخطاب المبالغ فيه فيما يتعلق بإطالة العمر مع توقعات متفائلة للغاية من قبل أنصاره. كما يزعمون أنه لا يوجد دليل يذكر على تحقيق أي تقدم كبير أو أنه في الأفق. يذكر البعض أن هذا يرجع إلى حد كبير إلى نقص التمويل الحالي أو الاهتمام بهذه القضية. أظهرت دراسة للمكملات الغذائية والعلاجات الهرمونية المستخدمة بشكل شائع والتي نُشرت في عام 2006 في مجلة كليفلاند كلينيك الطبية أن أياً منها ليس فعالاً في إطالة العمر. تلاحظ مجموعة أخرى أن النجاحات العلمية الأخيرة في تجديد وإطالة عمر الحيوانات النموذجية[إخفاق التحقق] واكتشاف مجموعة متنوعة من الأنواع (بما في ذلك البشر في سن متقدمة) الذين لديهم شيخوخة ضئيلة تمنح الأمل في تحقيق شيخوخة ضئيلة (إلغاء الشيخوخة) للبشر الأصغر سنًا، وعكس الشيخوخة، أو على الأقل تأخيرها بشكل كبير.
على الرغم من اعتقاد بعض العلماء أن علاج الشيخوخة أمر مستحيل، إلا أن هناك بعض الانتقادات لكل من الإطار الزمني الذي يتصوره دعاة إطالة العمر (أولى العلاجات، ربما تكون بدائية إلى حد ما، في غضون العقود القليلة القادمة، أو على الأقل قبل بداية القرن الثاني والعشرين) وما إذا كان علاج الشيخوخة أمرًا مرغوبًا فيه. الانتقادات الشائعة لفكرة إطالة العمر هي المخاوف من أنها ستتسبب في زيادة الاكتظاظ السكاني في العالم؛ ومع ذلك، يرد دي جراي على ذلك بقوله إنه نظرًا لأن انقطاع الطمث سيتأخر أيضًا، فقد تنتظر النساء فترة أطول لإنجاب الأطفال، وبالتالي، فإن معدل النمو سينخفض نتيجة لذلك. أيضًا، فإن النمو السكاني البطيء من شأنه أن يكسب قرونًا من الوقت لمعرفة أماكن جديدة للعيش، مثل مستعمرات الفضاء.

## للقراءة الإضافية
- Arking، Robert؛ Butler، Bob؛ Chiko، Brian؛ Fossel، Michael؛ Gavrilov، Leonid A.؛ Morley، John Edward؛ Olshansky، S. Jay؛ Perls، Thomas؛ Walker، Richard F. (سبتمبر 2003). "Anti-Aging Teleconference: What is Anti-Aging Medicine?" (PDF). Journal of Anti-Aging Medicine. ج. 6 ع. 2: 91–106. DOI:10.1089/109454503769684775. PMID:14614799. S2CID:43033426. مؤرشف من الأصل (PDF) في 2024-07-24.
- De Grey، Aubrey D. N.؛ Gavrilov، Leonid؛ Olshansky، S. Jay؛ Coles، L. Stephen؛ Cutler، Richard G.؛ Fossel، Michael؛ Harman، S. Mitchell (2002). "Antiaging technology and pseudoscience. Letter". Science. ج. 296 ع. 5568: 656. DOI:10.1126/science.296.5568.656a. PMID:11985356. S2CID:7235337.
- Gavrilov، L.A. (2002). "Scientific legitimacy of the term "Anti-Aging". Journal of Anti-Aging Medicine. ج. 5 ع. 2: 239–240. DOI:10.1089/10945450260195685.
- Haber، Carole (2004). "Anti-Aging Medicine: The History: Life Extension and History: The Continual Search for the Fountain of Youth". The Journals of Gerontology: Series A. ج. 59 ع. 6: B515–B522. DOI:10.1093/gerona/59.6.B515.
- Mykytyn، Courtney Everts (2006). "Anti-aging medicine: A patient/practitioner movement to redefine aging". Social Science & Medicine. ج. 62 ع. 3: 643–653. DOI:10.1016/j.socscimed.2005.06.021.
- Fishman، Jennifer R.؛ Binstock، Robert H.؛ Lambrix، Marcie A. (2008). "Anti-aging science: The emergence, maintenance, and enhancement of a discipline". Journal of Aging Studies. ج. 22 ع. 4: 295–303. DOI:10.1016/j.jaging.2008.05.010. PMC:3528075.
- Vincent, John (2013). "The Anti-Aging Movement". Ethics, Health Policy and (Anti-) Aging: Mixed Blessings (بالإنجليزية). Dordrecht: Springer. pp. 29–40. DOI:10.1007/978-94-007-3870-6_3. ISBN:978-94-007-3870-6. Archived from the original on 2024-12-08.
- Apriceno, MaryBeth; Monahan, Caitlin; Levy, Sheri R. (2021). "Antiaging Movement in the Mass Media". Encyclopedia of Gerontology and Population Aging (بالإنجليزية). Cham: Springer. pp. 486–489. DOI:10.1007/978-3-030-22009-9_591. ISBN:978-3-030-22009-9. Archived from the original on 2024-12-20.